# Markazit

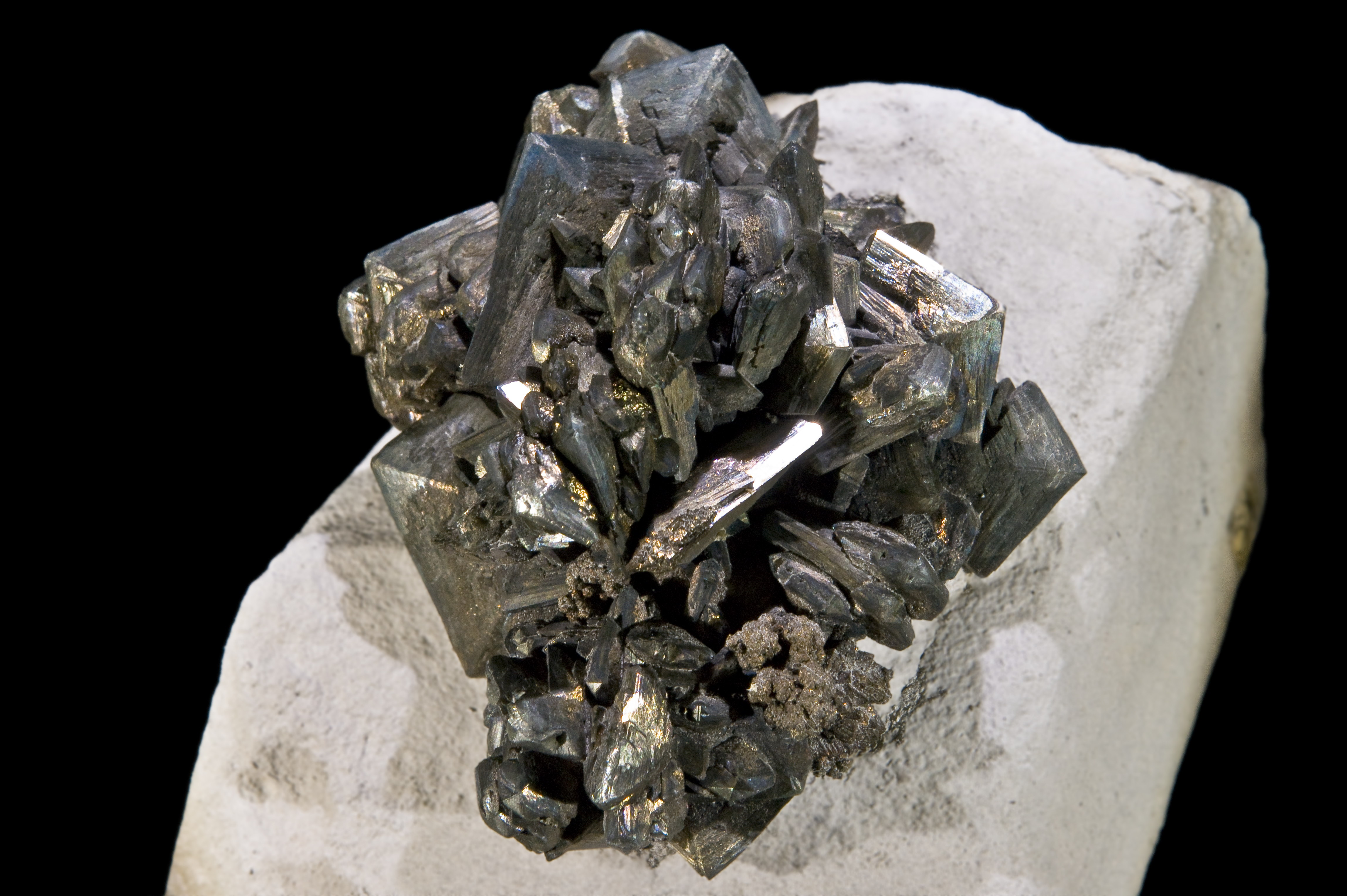
Markazit kristálycsoport.

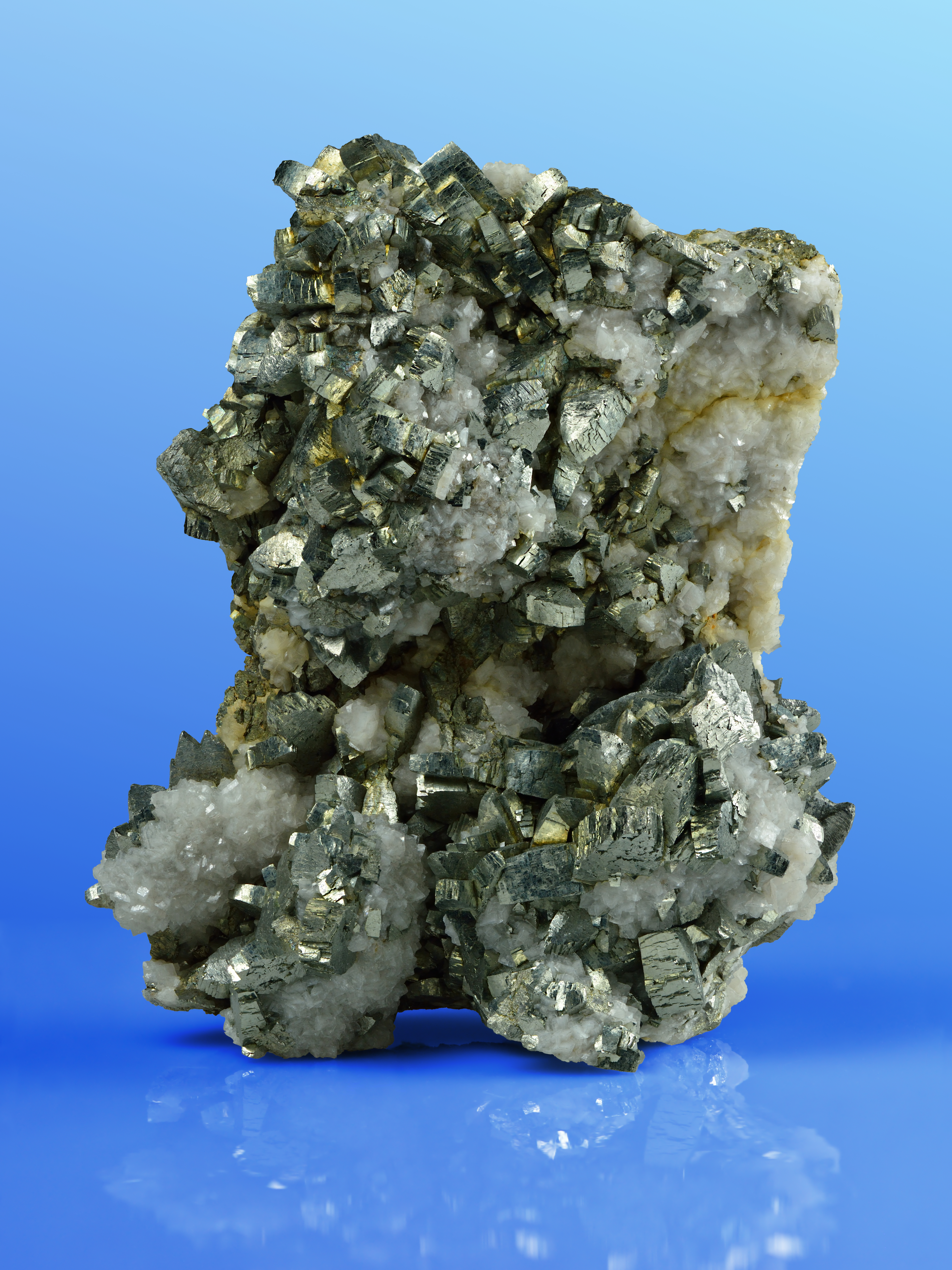
Markazit

A markazit vasat és ként tartalmazó rombos rendszerű szulfidásvány, a piritcsoport ásványegyüttese közé tartozik. Rombos rendszerben kristályosodik. Leggyakoribb kristályalakja a táblás kristályok, jellegzetesek az ikres dárdahegy kristályok és a gömbös, vesés kialakulások.

## Kémiai és fizikai tulajdonságai
- Képlete: FeS2
- Szimmetriája: több szimmetria elemet tartalmazhat.
- Sűrűsége: 4,6-4,9  g/cm³.
- Keménysége: 6,0 – 6,5 (a Mohs-féle keménységi skála szerint).
- Hasadása: rosszul hasítható.
- Törése: kagylós, egyenetlen, friss törési felülete zöldesebb a piritnél.
- Színe:  aranysárga szürkés árnyalattal.
- Fénye: fémes.
- Átlátszósága: opak.
- Pora:  zöldes árnyalatú sötétszürke.
- Elméleti vastartalma:  46,6%.

## Keletkezése
Szinte minden magmás, hidrotermás, üledékes és metamorf ásványtársulásban megtalálható. Magas kéntartalma miatt a vas minőségét kedvezőtlenül befolyásolja, így ipari felhasználása inkább a kénsav gyártásban történt. Felszíni oxidáció hatására gyakran keletkezik kénsav.
Hasonló ásványok: pirit, kalkopirit, pirrhotin. Üledékekben gyakran szerves anyagok társaságában található meg.

## Előfordulása
Gyakran előforduló ásványfajta. Németországban Rammelsberg közelében. Csehországban Karlovy Vary környékén.
Oroszországban az Ural vidékén., Ukrajnában Krivij Rih bányáiban. Romániában több helyen. Az Amerikai Egyesült Államok területén Illinois szövetségi államban.

## Előfordulásai Magyarországon
Hazai előfordulásai a gyakorlatban megegyeznek a pirit előfordulásokéval. Recsken, Gyöngyösorosziban, Rudabányán, Perkupán gyakori, de minden magmatikus tevékenységgel kapcsolatba került területen és kőzetféleségnél megtalálható. Hazánkban üledékes kőzetek környezetében, így a bauxit és szénelőfordulásoknál gyakori.  Szénbányáknál a pirittartalomhoz esetenként a markazittartalom társul. Nagyobb előfordulás található homokhoz kötődően Keszthely térségében pirit-gumókkal Nemesvita, Rezi, Cserszegtomaj, Zalaszántó, Alsópáhok. Előfordul még Telkibánya, Nagybörzsöny, Tatabánya területén. A hazai bauxitelőfordulások gyakori kísérőásványa.

## Rokon ásványfajok
Pirit, kalkopirit, kalkozin.